# Carlo Gandini
Carlo Gandini va ser un tirador d'esgrima italià que va competir a començaments del segle xx. El 1906 va prendre part en els Jocs Intercalats d'Atenes, on guanyà la medalla de plata en la competició d'espasa professional.